# گتانجالی تاپا
گتانجالی تاپا (به انگلیسی: Geetanjali Thapa) بازیگر هندی است.
از کارهای معروف او می‌توان به بازی در فیلم تاس دروغگو و تیراندازی در موسم بارندگی اشاره کرد.